# Nicola Toselli
Pour les articles homonymes, voir Toselli (homonymie).
Nicola ou Nicolo Toselli, né en 1706 et mort avant 1780, est un peintre, céramiste et sculpteur néoclassique italien du XVIIIe siècle.

## Biographie
Il a appris les bases de l'art figuratif à Giovanni Battista Frulli, son neveu. Il est connu pour avoir effectué plusieurs oeuvres (la majorité à la céramique ou à la sculpture) avec son frère Ottavio. Il fut invité pendant un certain temps à remplacer Giovanni Manzolini avec Luigi Dardani, Ercole Lelli, Domenico Piò et son frère. Il était actif principalement à Bologne.

## Œuvres
Liste non-exhaustive de ses oeuvres:
- Il miracolo delle gru, terre cuite, 59 × 91,7 cm, 1733, avec Ottavio Toselli[4];
- Busto di Luigi Ferdinando Marsigli, marbre, 1766, avec Ottavio Toselli, Palazzo Poggi.

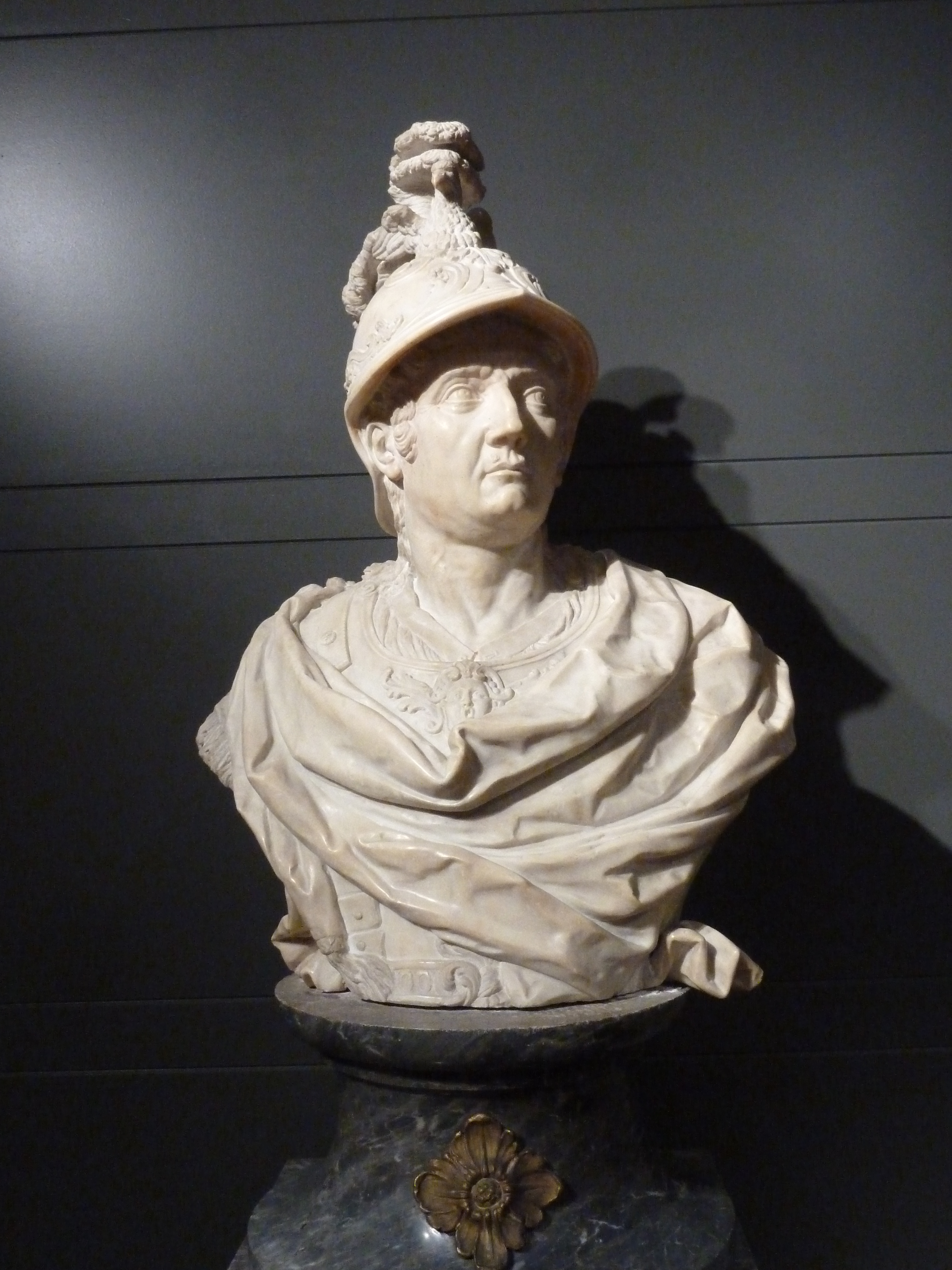
Busto di Luigi Ferdinando Marsigli 1766